# 深海獣雷牙
『深海獣雷牙』（しんかいじゅうライガ）は、林家しん平が監督をした2009年8月15日公開の怪獣映画。『深海獣レイゴー』の続編。

## 怪獣・生物
深海獣ライガ
深海水棲恐竜レイゴーが進化したもの。レイゴーのヒレの部分が手足になっている。
深海魚デビルボーンフィッシュ
前作に登場したボーンフィッシュの進化形態。

## 出演者
- 江戸一：螢雪次朗
- 江戸祭：折山みゆ
- 江戸ひばり：浦田麻緒
- 江戸あかり：江野沢愛美
- 山田太郎：柳家はん治
- 三田明：三遊亭時松
- 鬼頭豪火：稲宮誠
- 雷牙　スーツアクター：吉田瑞穂

## スタッフ
- 企画・原作・脚本・監督：林家しん平
- 特技監督：國米修市
- エグゼクティブプロデューサー：岩井敦子
- プロデューサー：林家しん平・荒井豊
- 撮影：中川利春
- 照明：渡辺敬三
- 音声：苔口慈雄
- 特殊効果：白石和正
- 雷牙・怪魚造形：有限会社レプリカ
- 編集：今村敬一
- 雷牙デザイン：林家しん平
- 題字・雷牙イラスト：雨宮慶太
- 音楽：北園圭一郎
- 著作・製作・配給：株式会社クロスロード

## 音楽
- 挿入歌「恋のぐるぐるパンチ」「涙　ぽろりん」
  - 歌：らぶぶ、あやか·かおり·ケイリ　　作曲：小島健二　　編曲：安齊孝秋　　作詞：林家しん平